# باگیادیش
باگَیادیش (BĀGAYĀDIŠ،b-a-g-y-a-di-i-š به صورت کلی: °yādaiš/°y-a-d i-š)، نام هفتمین ماه تقویم باستانی ایرانی (بین سپتامبر و اکتبر میلادی) است که در کتیبه بیستون داریوش یکم هخامنشی، آمده است. معادل برابر نام این ماه در زبان اکدی، Tašrītu و در زبان ایلامی، Manšarki و امروزی آن مهر است که اسناد بسیاری در کتیبه‌های لوحی پرسپولیس (تخت جمشید) گواهی‌دهنده این نام است. در کتیبه‌های لوحی فارسی باستان، نام ایلامی Bakeyatiš به اشکال مختلف، آمده است که گواهی‌دهنده نام فارسی باستان باگَیادیَ *Bāgayādya- است.

## وجه تسمیه
تفسیر وجه تسمیه ماه باگَیادیش، مورد جدال است. از آنجایی که باگَ‌یادی bāga-yādi، مشتقی از باگَ‌یادَ *baga-yāda (پرستنده پروردگار(ان)) است که نماینگر نوع مشترک ترکیبی هندو-ایرانی است، بهترین تئوری، درنظرگیری این نام این معادل به معنی «(ماه) پرستش پروردگار (میترا)» است.
تفسیر «بارورکننده مزرعه» یا «آبیاری‌دهنده باغ‌ها» که فقط بر پایه نام فارسی نو «باغ» استوار است، تفسیری ضعیفتری است.